# Andy O'Brien
Andrew James O'Brien detto Andy (Harrogate, 29 giugno 1979) è un ex calciatore inglese naturalizzato irlandese, di ruolo difensore.

## Caratteristiche tecniche
Era un difensore centrale.

## Carriera

### Club
O'Brien ha iniziato la sua carriera professionistica nel Bradford City, squadra con cui ha fatto l'esordio nel 1996, nella partita contro il Queens Park Rangers. Nella stagione 1998-1999 diventò titolare della squadra.
Nel 2001 viene ceduto al Newcastle Utd per due milioni di sterline.
Ha impiegato poco tempo per diventare un giocatore fondamentale per il Newcastle Utd: per il club gioca oltre 170 partite ufficiali e le sue prestazioni contribuiranno a farlo convocare in Nazionale.
O'Brien è stato il primo acquisto di Alain Perrin sulla panchina del Portsmouth. Nei suoi anni a Portsmouth ha giocato poche partite per colpa di molti infortuni subiti. Nell'estate del 2006 è stato ingaggiato Sol Campbell e gli spazi per O'Brien sono diminuiti considerevolmente.
Il 13 agosto 2007 firma un biennale per il Bolton Wanderers. Qui riesce a giocare con regolarità.

### Nazionale
Ha giocato con la maglia dell'Inghilterra a livello giovanile (Under-18 e Under-21) ma poi ha scelto di rappresentare l'Irlanda.
Ha debuttato il 6 giugno 2001 a Tallinn contro l'Estonia, partita terminata 2 a 0 per i Boys in Green.
Convocato al campionato del mondo 2002, non ha disputato nessuna delle 4 gare della selezione irlandese.

## Statistiche

### Cronologia presenze e reti in nazionale
| Cronologia completa delle presenze e delle reti in nazionale ― Irlanda | Cronologia completa delle presenze e delle reti in nazionale ― Irlanda | Cronologia completa delle presenze e delle reti in nazionale ― Irlanda | Cronologia completa delle presenze e delle reti in nazionale ― Irlanda | Cronologia completa delle presenze e delle reti in nazionale ― Irlanda | Cronologia completa delle presenze e delle reti in nazionale ― Irlanda | Cronologia completa delle presenze e delle reti in nazionale ― Irlanda | Cronologia completa delle presenze e delle reti in nazionale ― Irlanda |
| Data                                                                   | Città                                                                  | In casa                                                                | Risultato                                                              | Ospiti                                                                 | Competizione                                                           | Reti                                                                   | Note                                                                   |
| ---------------------------------------------------------------------- | ---------------------------------------------------------------------- | ---------------------------------------------------------------------- | ---------------------------------------------------------------------- | ---------------------------------------------------------------------- | ---------------------------------------------------------------------- | ---------------------------------------------------------------------- | ---------------------------------------------------------------------- |
| 6-6-2001                                                               | Tallinn                                                                | Estonia                                                                | 0 – 2                                                                  | Irlanda                                                                | Qual. Mondiali 2002                                                    | -                                                                      | 89’                                                                    |
| 15-8-2001                                                              | Dublino                                                                | Irlanda                                                                | 2 – 2                                                                  | Croazia                                                                | Amichevole                                                             | -                                                                      | 46’                                                                    |
| 1-9-2001                                                               | Dublino                                                                | Irlanda                                                                | 1 – 0                                                                  | Paesi Bassi                                                            | Qual. Mondiali 2002                                                    | -                                                                      | 90’                                                                    |
| 13-2-2002                                                              | Dublino                                                                | Irlanda                                                                | 2 – 0                                                                  | Russia                                                                 | Amichevole                                                             | -                                                                      | 46’                                                                    |
| 17-4-2002                                                              | Dublino                                                                | Irlanda                                                                | 2 – 1                                                                  | Stati Uniti                                                            | Amichevole                                                             | -                                                                      | 46’                                                                    |
| 12-2-2003                                                              | Glasgow                                                                | Scozia                                                                 | 0 – 2                                                                  | Irlanda                                                                | Amichevole                                                             | -                                                                      | 90’                                                                    |
| 19-8-2003                                                              | Dublino                                                                | Irlanda                                                                | 2 – 1                                                                  | Australia                                                              | Amichevole                                                             | -                                                                      | 46’                                                                    |
| 9-9-2003                                                               | Dublino                                                                | Irlanda                                                                | 2 – 2                                                                  | Turchia                                                                | Amichevole                                                             | -                                                                      | 76’                                                                    |
| 18-2-2004                                                              | Dublino                                                                | Irlanda                                                                | 0 – 0                                                                  | Brasile                                                                | Amichevole                                                             | -                                                                      | 65’                                                                    |
| 28-4-2004                                                              | Bydgoszcz                                                              | Polonia                                                                | 0 – 0                                                                  | Irlanda                                                                | Amichevole                                                             | -                                                                      | 81’                                                                    |
| 27-5-2004                                                              | Dublino                                                                | Irlanda                                                                | 1 – 0                                                                  | Romania                                                                | Amichevole                                                             | -                                                                      |                                                                        |
| 2-6-2004                                                               | Londra                                                                 | Irlanda                                                                | 1 – 0                                                                  | Giamaica                                                               | Amichevole                                                             | -                                                                      |                                                                        |
| 5-6-2004                                                               | Amsterdam                                                              | Paesi Bassi                                                            | 0 – 1                                                                  | Irlanda                                                                | Amichevole                                                             | -                                                                      |                                                                        |
| 4-9-2004                                                               | Dublino                                                                | Irlanda                                                                | 3 – 0                                                                  | Cipro                                                                  | Qual. Mondiali 2006                                                    | -                                                                      |                                                                        |
| 8-9-2004                                                               | Basilea                                                                | Svizzera                                                               | 1 – 1                                                                  | Irlanda                                                                | Qual. Mondiali 2006                                                    | -                                                                      |                                                                        |
| 9-10-2004                                                              | Saint-Denis                                                            | Francia                                                                | 0 – 0                                                                  | Irlanda                                                                | Qual. Mondiali 2006                                                    | -                                                                      |                                                                        |
| 13-10-2004                                                             | Dublino                                                                | Irlanda                                                                | 2 – 0                                                                  | Fær Øer                                                                | Qual. Mondiali 2006                                                    | -                                                                      |                                                                        |
| 9-2-2005                                                               | Dublino                                                                | Irlanda                                                                | 1 – 0                                                                  | Portogallo                                                             | Amichevole                                                             | 1                                                                      |                                                                        |
| 26-3-2005                                                              | Ramat Gan                                                              | Israele                                                                | 1 – 1                                                                  | Irlanda                                                                | Qual. Mondiali 2006                                                    | -                                                                      | 9’                                                                     |
| 29-3-2005                                                              | Dublino                                                                | Irlanda                                                                | 1 – 0                                                                  | Cina                                                                   | Amichevole                                                             | -                                                                      | 46’                                                                    |
| 4-6-2005                                                               | Dublino                                                                | Irlanda                                                                | 2 – 2                                                                  | Israele                                                                | Qual. Mondiali 2006                                                    | -                                                                      | 84’                                                                    |
| 17-8-2005                                                              | Dublino                                                                | Irlanda                                                                | 1 – 2                                                                  | Italia                                                                 | Amichevole                                                             | -                                                                      | 46’                                                                    |
| 1-3-2006                                                               | Dublino                                                                | Irlanda                                                                | 3 – 0                                                                  | Svezia                                                                 | Amichevole                                                             | -                                                                      |                                                                        |
| 16-8-2006                                                              | Dublino                                                                | Irlanda                                                                | 0 – 4                                                                  | Paesi Bassi                                                            | Amichevole                                                             | -                                                                      |                                                                        |
| 2-9-2006                                                               | Stoccarda                                                              | Germania                                                               | 1 – 0                                                                  | Irlanda                                                                | Qual. Euro 2008                                                        | -                                                                      |                                                                        |
| 7-10-2006                                                              | Strovolos                                                              | Cipro                                                                  | 5 – 2                                                                  | Irlanda                                                                | Qual. Euro 2008                                                        | -                                                                      | 50’ 71’                                                                |
| Totale                                                                 |                                                                        | Presenze                                                               | 26                                                                     |                                                                        | Reti                                                                   | 1                                                                      |                                                                        |

## Palmarès

### Club

#### Competizioni nazionali
- Canadian Championship: 1

Vancouver Whitecaps: 2015